# Hug V del Maine
Hug V del Maine va ser el comte del Maine del 1069 al 1072, succeït per Elies I del Maine.

## Vida
Era el fill d'Albert Azzo i de Gersendis, una germana d'Hug IV del Maine. El 1070, els ciutadans de Le Mans i alguns dels barons de la ciutat es van rebel·lar contra el control normand. Després d'assegurar la frontera meridional de Normandia i d'expulsar-ne els normands, van invitar el jove Hug V a governar-los com a comte del Maine. Aviat es van adonar, però, que era incapaç de governar el Maine i van començar a rebutjar-lo. Orderic Vitalis va dir d'ell que «era, vertaderament, un imbècil, un covard i un mandrós, i totalment inadequat per sostenir les regnes del govern en un nivell tan alt». Després de governar el comtat durant un temps breu, el seu cosí Elies I va convèncer Hug perquè li vengués el comtat, i ell hi va accedir el 1072.

## Família
El 1077 Hug es va casar amb Gersent, amant de Godofred de Mayenne, filla de Robert Guiscard, però poc després va repudiar-la, i Urbà II va excomunicar-lo i finalment va morir sense descendència.
| Precedit per: Robert II | Comte del Maine 1069 - 1131 | Succeït per: Elies I |